# Stefan Köllner
Stefan Köllner (11 de setembro de 1984) é um pentatleta alemão. 

## Carreira
Stefan Köllner representou seu país nos Jogos Olímpicos de Verão de 2012, terminando na 26º colocação.